# УАЕ дирхам
Дирхам УАЕ (арап. درهم إماراتي) је званична валута у Уједињеним Арапским Емиратима. Међународни код је AED. Дирхам издаје Централна банка Уједињених Арапских Емирата. У 2008. години инфлација је износила 14,4%. Један дирхам састоји се од 100 филса.
Постоје новчанице у износима 5, 10, 20, 50, 100, 200, 500 и 1000 дирхама и кованице 1, 5, 10, 25 и 50 дирхама и 1 дирхам.